# Obertoggenburg

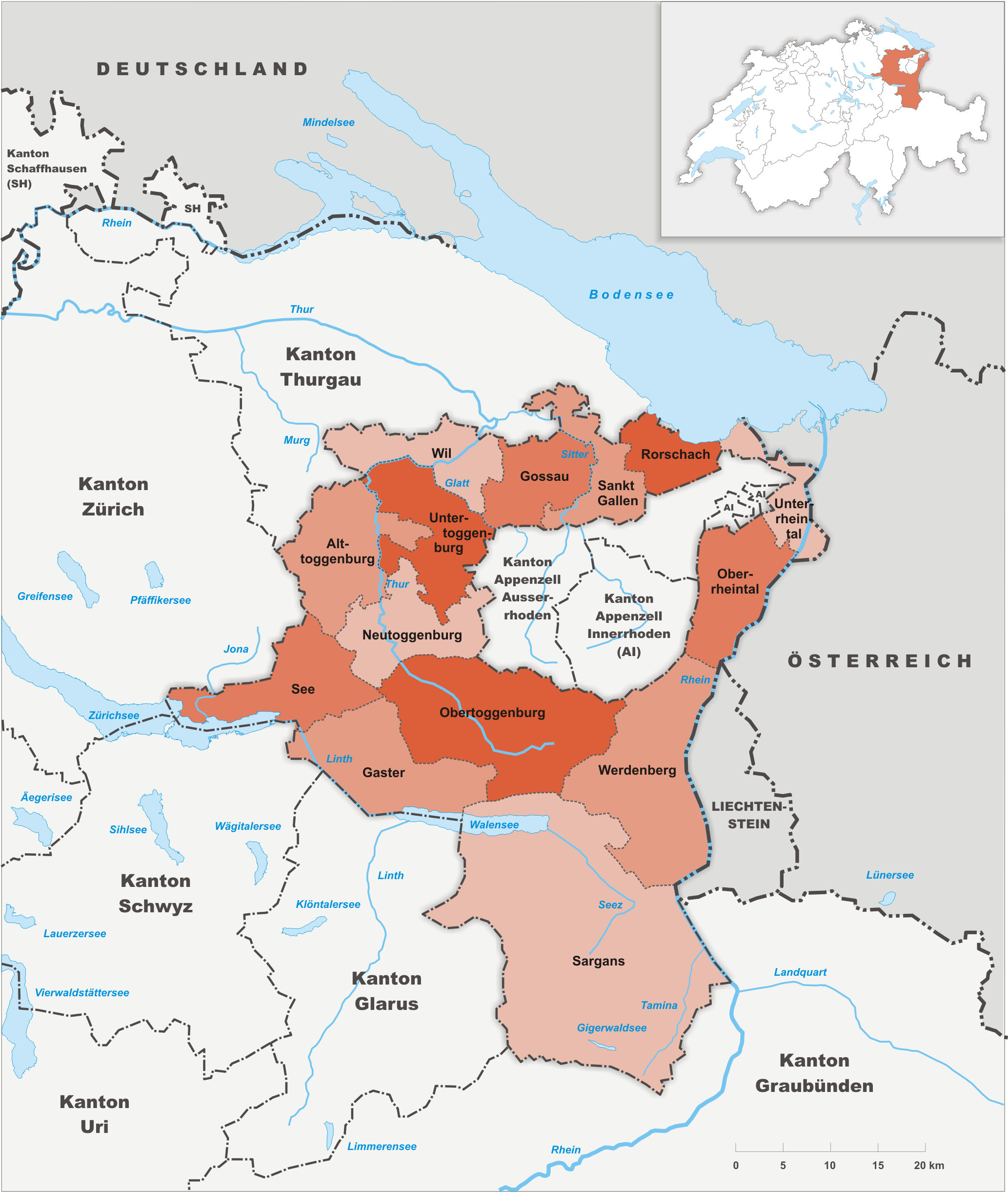
Kaart van het kanton Sankt Gallen tot 2002

Het district Obertoggenburg was tot 2003 een bestuurlijke eenheid binnen het kanton Sankt Gallen in Zwitserland.
Het district bevatte de volgende gemeenten:
- Alt Sankt Johann
- Ebnat-Kappel
- Krummenau (sinds 1 januari 2005: Nesslau-Krummenau)
- Nesslau (sinds 1 januari 2005: Nesslau-Krummenau)
- Stein
- Wildhaus